# Piskowiczi
Piskowiczi (ros. Писковичи) – wieś (dieriewnia) w Rosji, w obwodzie pskowskim, w rejonie pskowskim. W 2010 liczyła 2631 mieszkańców.